# Kauno Autobusų Gamykla
La Kauno Autobusų Gamykla (KAG) va ser una fàbrica situada a la ciutat de Kaunas, (RSS de Lituània) que va produir més de 12.000 autobusos entre 1956 i 1979, basat en el camió GAZ-51. La fàbrica es va establir en un vell taller de Ford i va ser nacionalitzada després que Lituània fos ocupada per la Unió Soviètica.

## Models
- KAG-1
- KAG-3
- KAG-31
- KAG-32
- KAG-33
- KAG-34
- KAG-317
- KAG-4
- KAG-41